# Tree of Savior
『Tree of Savior』（ツリー・オブ・セイヴァー、略称：ToS）は、IMC Gamesが開発したオンラインゲーム（MMORPG）。

## 概要
当初、2011年5月11日にNHNによって開催された「EX2011」では、開発コード「Project R1」として発表され、2013年11月14日から開催された韓国のゲームの祭典「G-Star 2013」で「Tree of Savior」の表題が正式に発表された。
『Tree of Savior』（以下『ToS』）は、その開発当初からGravity Corporationの元CEOで、『ラグナロクオンライン』の生みの親である金学奎（キム・ハッキュ）が関わっている。
ネクソンは、『ToS』の日本での提供へ向けて、2015年10月1日に実施するCBT（クローズド・ベータ・テスト）のテスターを8月31日から募集し、同年10月1日より、予定通り正式サービス開始に向けたCBTを実施した。2016年8月24日にOBT（オープン・ベータ・テスト）を実施した。9月23日、ネクソンは同月28日に正式サービスを開始すると発表した。
2019年9月、ネクソンは同年11月27日をもってサービスを終了し、IMC Gamesが新たにサービス提供を行うことを発表した。11月28日、IMC Gamesによるサービスが開始された。

## ゲームシステム
本ゲームは、この手のMMO RPGに良くありがちな、2Dと3Dを組み合わせたステージ、キャラクター、及び建造物・樹木などのオブジェクトを持ち、高低差のあるステージやフィールドをキャラクターが移動すると言う、オーソドックスな形式を採っている。
また、ジョブ・システムは、前述の『ラグナロクオンライン』と同様、プレイヤーは特定のクラス（Class/職・ジョブ）を持ち、レベリング（レベル上げ）をする事で、更にそこから派生する高次クラスへの選択肢が広がると言う、進化するジョブ・ツリーの制度を持っているのが特徴である。

### クラスとサークル、ランク
各クラスには、C（サークル）と呼ぶ3段階の育成段階があり、最小段階はC1、最高段階はC3である。
クラスの各サークル毎にレベルは最大5までアップし、その段階でクラス・チェンジ、或いはC2やC3と言ったクラスのレベル・アップが可能である。
クラスのレベル・アップ毎に、スキルの習得に消費するスキル・ポイントが1与えられる。
つまり、各クラスの最高育成状態であるC3、かつレベル15まで育成すると、スキル・ポイントは全45ポイント獲得する事が出来る。
また、本作では、Cを次の段階に育成するか、クラス・チェンジをする都度、R（ランク）と呼ばれるプレイヤー毎の「格」が上昇する。
プレイ開始時に初期クラスを選ぶ段階でのランクはR1であり、2018年5月初旬の現在の仕様では、解放されているプレイヤー・ランクの上限はR9となっている。
これにより、プレイヤー・キャラクターはジョブ・ツリーで解放したクラスを、任意に合計8回まで転職して育成する事が出来る。
R1のプレイ開始時、自キャラクターが選べるクラスは、ソードマン、アーチャー、ウィザード、クレリックの4種であり、上位の高次クラスは、全てその4クラスの特徴を継承する派生型である。
当然、クラス毎に習得出来るスキルは異なる上、クラスが同じであっても、C2やC3と言った高次のサークルまで育成し無ければ習得出来無いスキル、クラスも存在する。
従って、「R1でアーチャーを選び、C3まで極めた後、ソードマンの高次クラスであるバーバリアンに転職する」と言うような事は、現仕様では出来無い。
その為、プレイヤーが望んだ特定のスキルを全て習得する為には、まず始めに、自分の育成するそのキャラクターの大まかなプレイ・スタイルと、最終的に習得するべきスキルを決め、更にはプレイヤー・キャラクターのキャリア・プランとも言える転職やスキルの取得計画を立ててから育成する必要がある。

### 操作
画面での操作はキーボードとマウスとジョイパッドの3通り。基本的にはキーボードを使ってキャラクターを操作するが、左手での移動操作に慣れている人向けの「マウス+キーボード」操作や、ゲームパッドでの操作も可能である。